# 有頂天トラベラー
「有頂天トラベラー」（うちょうてんトラベラー）は、戸松遥の18枚目のシングル。2017年10月11日にミュージックレインから発売された。

## 概要
前作「モノクロ/Two of us」から約1年ぶりにリリースされた、通算18枚目のシングル。表題曲「有頂天トラベラー」は、テレビアニメ『プリプリちぃちゃん!!』のエンディングテーマに使用された。戸松のシングル表題曲がテレビアニメの主題歌に使用されるのは「courage」以来約3年ぶりとなる。
初回生産限定盤・通常盤・期間生産限定盤の3種リリースであり、初回生産限定盤にはDVDが封入されており、表題曲「有頂天トラベラー」のPVと本作のコマーシャルメッセージの15秒バージョン・30秒バージョンが収録されている。

## シングル収録内容
| #         | タイトル                           | 作詞・作曲   | 編曲                | 時間  |
| --------- | ---------------------------------- | ------------ | ------------------- | ----- |
| 1.        | 「有頂天トラベラー」               | Q-MHz        | Q-MHz,やしきん      | 4:06  |
| 2.        | 「あなたの幸せに私がなれるなら」   | 小倉しんこう | 梅原新,小倉しんこう | 4:45  |
| 3.        | 「有頂天トラベラー」(Instrumental) |              |                     | 4:03  |
| 合計時間: | 合計時間:                          | 合計時間:    | 合計時間:           | 12:54 |

| #  | タイトル                                  | 作詞 | 作曲・編曲 |
| -- | ----------------------------------------- | ---- | ---------- |
| 1. | 「有頂天トラベラー」(Music Clip)          |      |            |
| 2. | 「有頂天トラベラー」(TV Spot 15sec+30sec) |      |            |